# ナガランド人民戦線
ナガランド人民戦線（ナガランドじんみんせんせん、Nagaland People's Front/Naga People's Front: NPF）は、インドの政党。地方政党の1つとして位置づけられ、ナガランド州で活動する。現代表はナガランド州議会議員のクゾルゾ・ニエヌ。

## 歴史
2003年3月のナガランド州議会選挙を控えた2002年10月に、国民会議派（INC）の州政府閣僚だったネイフィウ・リオらが離脱して結党した。インド人民党（BJP）の支援を得ての離党とされる。ナガランド人民戦線（NPF）はこの選挙に、ナガランド民主党やBJP、ジャナタ・ダル (統一派)、サマター党などと政党連合「ナガランド民主連合」を結成して臨む。ナガランド民主連合はINCを破って州政権を獲得（全60議席中35議席獲得）、州首相にリオが就任した。なお2004年3月にナガランド民主党はNPFに吸収合併された。続く2004年の連邦下院選挙（ナガランド州割当1議席）は、「ナガランド民主連合」とINCの事実上の一騎討ちとなり、前者の候補が得票率73.1%で圧勝した。
2008年州議会選挙では大統領直接統治が敷かれ、中央の統一進歩同盟（INC）政権が露骨に選挙に介入する事態となったが、NPFは60議席中26議席で第1党となり（INCは23議席）、BJPなどとの連立で辛うじて2期目のリオ政権を成立させた。続く2009年連邦下院選挙でもNPFとINCの事実上の一騎討ちとなったが、ここではNPF候補が得票率約70％で再び圧勝した。ちなみにこの同時期に、INCの4人の州議会議員が辞職したことにより補欠選挙が行われ、辞職議員全員がNPFから立候補して再選された。
2013年州議会選挙では、3期目の政権を目指すリオへの信任が問われた。ナガランドでのINCは、上記のようにNPFへの移籍議員が現れたところへ全国的な退潮傾向も加わり、これまで以上の苦境に陥っていた。結果は、NPFが60議席中38議席となり、4議員の受け入れから更に8議席増、単独過半数確保の快勝となった。逆にINCは4議員離党から更に11議席も減らし、8議席にとどまる惨敗であった。これにより、リオは3期目の州首相に就任している。2014年連邦下院選挙に向けては、リオが出馬することになり、後任の州首相にはNPFの元ラージヤ・サバー（連邦上院）議員T.R.ゼリアン（T. R. Zeliang）が就いた。同選挙は2009年とほぼ同様の構図、結果、得票率となり、リオがNPFの議席を守った。

## イデオロギー
NPFは、その成立過程からも明らかなようにBJPとの親和性が強く、国民民主同盟に参加することによって勢力を伸ばしてきた。しかしそのために2004年以降は中央の統一進歩同盟政権とことごとく対立し、常にその牽制と介入に悩まされている。また、パキスタンや中華人民共和国に支援 を受けてるナガ独立運動における最大武装勢力であるナガランド民族社会主義評議会との関係をささやかれており、2009年連邦下院選挙ではその点をINCに衝かれたが、リオは「選挙戦において非民主的要素は排除される」と述べてこれを否定した。